# Premier liga Krima 2015./16.
Nogometno prvenstvo Krima ("Premier liga Krimskog nogometnog saveza", rus. Чемпионат Премьер-лиги Крымского футбольного союза по футболу) je nogometno prvenstvo koje se od sezone 2015./16. održava na Krimskom poluotoku pod pokroviteljstvom UEFA-e. Nastalo je kao solomonsko rješenje sukoba interesa između ukrajinskog i ruskog nogometnog saveza. Ligu čini osam klubova i utakmice se igraju četverokružno, odnosno odigraće se 28 kola. Liga se igra od kolovoza do svibnja. Pobjednik prvenstva i zvaničan prvak lige je klub koji osvoji najviše poena po završetku natjecanja. Posljednjeplasirani klub ispada u niži rang, dok njegovo mjesto u narednoj sezoni zauzima osvajač Prve divizije ako zadovolji zahtjeve profesionalne lige. Pored toga, po završetku regularnog dijela prvenstva, pretposljednjeplasirani klub igra kvalifikacije za ostanak u ligi.

## Tablica
| Mj. | Klub                       | Sus. | Pobj. | Ner. | Por. | GR.   | Bod. |
| --- | -------------------------- | ---- | ----- | ---- | ---- | ----- | ---- |
| 1.  | FK TSK-Tavrija Simferopolj | 28   | 21    | 5    | 2    | 53:19 | 68   |
| 2.  | FK SKČF Sevastopolj        | 28   | 15    | 9    | 4    | 53:25 | 54   |
| 3.  | FK Bahčisaraj              | 28   | 12    | 5    | 11   | 45:46 | 41   |
| 4.  | FK Jevpatorija             | 28   | 12    | 4    | 12   | 42:35 | 40   |
| 5.  | FK Okean Kerč              | 28   | 9     | 7    | 12   | 31:37 | 34   |
| 6.  | FK Kafa Feodosija          | 28   | 9     | 6    | 13   | 31:45 | 33   |
| 7.  | FK Rubin Jalta             | 28   | 9     | 5    | 14   | 33:38 | 32   |
| 8.  | PFK Berkut Armjansk        | 28   | 1     | 7    | 20   | 18:61 | 10   |

## Rezultati
| 22. kolovoza 2015. godine | 22. kolovoza 2015. godine | 22. kolovoza 2015. godine | 22. kolovoza 2015. godine  |
| ------------------------- | ------------------------- | ------------------------- | -------------------------- |
| 17:00                     | FK SKČF Sevastopolj       | 2:2                       | FK TSK-Tavrija Simferopolj |
| 23. kolovoza 2015. godine |                           |                           |                            |
| 17:00                     | FK Rubin Jalta            | 3:0                       | FK Bahčisaraj              |
| 17:00                     | FK Kafa Feodosija         | 0:0                       | FK Okean Kerč              |
| 17:00                     | PFK Berkut Armjansk       | 2:1                       | FK Jevpatorija             |

| 29. kolovoza 2015. godine | 29. kolovoza 2015. godine  | 29. kolovoza 2015. godine | 29. kolovoza 2015. godine |
| ------------------------- | -------------------------- | ------------------------- | ------------------------- |
| 16:00                     | FK TSK-Tavrija Simferopolj | 3:1                       | FK Jevpatorija            |
| 18:00                     | FK SKČF Sevastopolj        | 3:1                       | FK Kafa Feodosija         |
| 30. kolovoza 2015. godine |                            |                           |                           |
| 15:00                     | FK Okean Kerč              | 0:0                       | FK Rubin Jalta            |
| 17:00                     | FK Bahčisaraj              | 0:0                       | PFK Berkut Armjansk       |

| 5. rujna 2015. godine | 5. rujna 2015. godine | 5. rujna 2015. godine | 5. rujna 2015. godine      |
| --------------------- | --------------------- | --------------------- | -------------------------- |
| 15:30                 | FK Rubin Jalta        | 1:1                   | FK SKČF Sevastopolj        |
| 16:00                 | PFK Berkut Armjansk   | 1:2                   | FK Okean Kerč              |
| 6. rujna 2015. godine |                       |                       |                            |
| 16:00                 | FK Jevpatorija        | 2:1                   | FK Bahčisaraj              |
| 17:00                 | FK Kafa Feodosija     | 0:2                   | FK TSK-Tavrija Simferopolj |

| 12. rujna 2015. godine | 12. rujna 2015. godine     | 12. rujna 2015. godine | 12. rujna 2015. godine |
| ---------------------- | -------------------------- | ---------------------- | ---------------------- |
| 15:30                  | FK Kafa Feodosija          | 0:2                    | FK Rubin Jalta         |
| 16:00                  | FK TSK-Tavrija Simferopolj | 1:0                    | FK Bahčisaraj          |
| 13. rujna 2015. godine |                            |                        |                        |
| 15:00                  | FK Okean Kerč              | 0:0                    | FK Jevpatorija         |
| 17:00                  | FK SKČF Sevastopolj        | 0:0                    | PFK Berkut Armjansk    |

| 19. rujna 2015. godine | 19. rujna 2015. godine | 19. rujna 2015. godine | 19. rujna 2015. godine     |
| ---------------------- | ---------------------- | ---------------------- | -------------------------- |
| 14:00                  | FK Jevpatorija         | 1:2                    | FK SKČF Sevastopolj        |
| 15:30                  | FK Bahčisaraj          | 3:2                    | FK Okean Kerč              |
| 20. rujna 2015. godine |                        |                        |                            |
| 15:00                  | FK Rubin Jalta         | 1:3                    | FK TSK-Tavrija Simferopolj |
| 15:00                  | PFK Berkut Armjansk    | 1:2                    | FK Kafa Feodosija          |

| 26. rujna 2015. godine | 26. rujna 2015. godine     | 26. rujna 2015. godine | 26. rujna 2015. godine |
| ---------------------- | -------------------------- | ---------------------- | ---------------------- |
| 17:00                  | FK Kafa Feodosija          | 2:1                    | FK Jevpatorija         |
| 17:00                  | FK Rubin Jalta             | 3:0                    | PFK Berkut Armjansk    |
| 27. rujna 2015. godine |                            |                        |                        |
| 17:00                  | FK SKČF Sevastopolj        | 1:0                    | FK Bahčisaraj          |
| 17:00                  | FK TSK-Tavrija Simferopolj | 2:0                    | FK Okean Kerč          |

| 3. listopada 2015. godine | 3. listopada 2015. godine | 3. listopada 2015. godine | 3. listopada 2015. godine  |
| ------------------------- | ------------------------- | ------------------------- | -------------------------- |
| 14:00                     | FK Bahčisaraj             | 4:1                       | FK Kafa Feodosija          |
| 15:00                     | FK Okean Kerč             | 3:2                       | FK SKČF Sevastopolj        |
| 4. listopada 2015. godine |                           |                           |                            |
| 14:00                     | FK Jevpatorija            | 2:1                       | FK Rubin Jalta             |
| 15:00                     | PFK Berkut Armjansk       | 0:1                       | FK TSK-Tavrija Simferopolj |

| 10. listopada 2015. godine | 10. listopada 2015. godine | 10. listopada 2015. godine | 10. listopada 2015. godine |
| -------------------------- | -------------------------- | -------------------------- | -------------------------- |
| 14:00                      | FK Jevpatorija             | 3:1                        | PFK Berkut Armjansk        |
| 17:00                      | FK TSK-Tavrija Simferopolj | 2:2                        | FK SKČF Sevastopolj        |
| 11. listopada 2015. godine |                            |                            |                            |
| 14:00                      | FK Bahčisaraj              | 2:2                        | FK Rubin Jalta             |
| 14:00                      | FK Okean Kerč              | 1:1                        | FK Kafa Feodosija          |

| 17. listopada 2015. godine | 17. listopada 2015. godine | 17. listopada 2015. godine | 17. listopada 2015. godine |
| -------------------------- | -------------------------- | -------------------------- | -------------------------- |
| 14:00                      | PFK Berkut Armjansk        | 2:3                        | FK Bahčisaraj              |
| 14:00                      | FK Rubin Jalta             | 1:0                        | FK Okean Kerč              |
| 18. listopada 2015. godine |                            |                            |                            |
| 14:00                      | FK Jevpatorija             | 0:1                        | FK TSK-Tavrija Simferopolj |
| 14:00                      | FK Kafa Feodosija          | 2:1                        | FK SKČF Sevastopolj        |

| 24. listopada 2015. godine | 24. listopada 2015. godine | 24. listopada 2015. godine | 24. listopada 2015. godine |
| -------------------------- | -------------------------- | -------------------------- | -------------------------- |
| 14:00                      | FK Bahčisaraj              | 2:1                        | FK Jevpatorija             |
| 15:00                      | FK SKČF Sevastopolj        | 3:0                        | FK Rubin Jalta             |
| 17:00                      | FK TSK-Tavrija Simferopolj | 2:0                        | FK Kafa Feodosija          |
| 25. listopada 2015. godine |                            |                            |                            |
| 13:00                      | FK Okean Kerč              | 3:0                        | PFK Berkut Armjansk        |

| 31. listopada 2015. godine               | 31. listopada 2015. godine | 31. listopada 2015. godine | 31. listopada 2015. godine |
| ---------------------------------------- | -------------------------- | -------------------------- | -------------------------- |
| 12:00                                    | FK Jevpatorija             | 1:0                        | FK Okean Kerč              |
| 12:00                                    | PFK Berkut Armjansk        | 0:6                        | FK SKČF Sevastopolj        |
| 1. studenog 2015. godine                 |                            |                            |                            |
| 12:00                                    | FK Rubin Jalta             | 3:2                        | FK Kafa Feodosija          |
| odgođeno za 18. studenog 2015. godine ↓1 |                            |                            |                            |
| 12:00                                    | FK Bahčisaraj              | 3:1                        | FK TSK-Tavrija Simferopolj |

| 7. studenog 2015. godine | 7. studenog 2015. godine   | 7. studenog 2015. godine | 7. studenog 2015. godine |
| ------------------------ | -------------------------- | ------------------------ | ------------------------ |
| 12:00                    | FK Kafa Feodosija          | 2:1                      | PFK Berkut Armjansk      |
| 16:00                    | FK TSK-Tavrija Simferopolj | 2:2                      | FK Rubin Jalta           |
| 8. studenog 2015. godine |                            |                          |                          |
| 13:00                    | FK Okean Kerč              | 1:4                      | FK Bahčisaraj            |
| 13:00                    | FK SKČF Sevastopolj        | 3:1                      | FK Jevpatorija           |

| 14. studenog 2015. godine | 14. studenog 2015. godine  | 14. studenog 2015. godine | 14. studenog 2015. godine |
| ------------------------- | -------------------------- | ------------------------- | ------------------------- |
| 12:00                     | FK Bahčisaraj              | 1:1                       | FK SKČF Sevastopolj       |
| 12:00                     | FK TSK-Tavrija Simferopolj | 2:1                       | FK Okean Kerč             |
| 15. studenog 2015. godine |                            |                           |                           |
| 12:00                     | FK Jevpatorija             | 5:0                       | FK Kafa Feodosija         |
| 12:00                     | PFK Berkut Armjansk        | 1:2                       | FK Rubin Jalta            |

| 21. studenog 2015. godine | 21. studenog 2015. godine  | 21. studenog 2015. godine | 21. studenog 2015. godine |
| ------------------------- | -------------------------- | ------------------------- | ------------------------- |
| 12:00                     | FK TSK-Tavrija Simferopolj | 3:2                       | PFK Berkut Armjansk       |
| 12:00                     | FK Rubin Jalta             | 1:0                       | FK Jevpatorija            |
| 22. studenog 2015. godine |                            |                           |                           |
| 12:00                     | FK Kafa Feodosija          | 0:2                       | FK Bahčisaraj             |
| 13:00                     | FK SKČF Sevastopolj        | 2:0                       | FK Okean Kerč             |

| 5. ožujka 2016. godine | 5. ožujka 2016. godine | 5. ožujka 2016. godine | 5. ožujka 2016. godine     |
| ---------------------- | ---------------------- | ---------------------- | -------------------------- |
| 14:00                  | FK SKČF Sevastopolj    | 1:1                    | FK TSK-Tavrija Simferopolj |
| 6. ožujka 2016. godine |                        |                        |                            |
| 12:00                  | FK Kafa Feodosija      | 3:1                    | FK Okean Kerč              |
| 13:00                  | FK Rubin Jalta         | 2:4                    | FK Bahčisaraj              |
| 14:00                  | PFK Berkut Armjansk    | 1:1                    | FK Jevpatorija             |

| 12. ožujka 2016. godine | 12. ožujka 2016. godine    | 12. ožujka 2016. godine | 12. ožujka 2016. godine |
| ----------------------- | -------------------------- | ----------------------- | ----------------------- |
| 14:00                   | FK TSK-Tavrija Simferopolj | 2:2                     | FK Jevpatorija          |
| 14:00                   | FK SKČF Sevastopolj        | 4:0                     | FK Kafa Feodosija       |
| 13. ožujka 2016. godine |                            |                         |                         |
| 13:00                   | FK Bahčisaraj              | 2:2                     | PFK Berkut Armjansk     |
| 13:00                   | FK Rubin Jalta             | 1:0                     | FK Okean Kerč           |

| 19. ožujka 2016. godine | 19. ožujka 2016. godine | 19. ožujka 2016. godine | 19. ožujka 2016. godine    |
| ----------------------- | ----------------------- | ----------------------- | -------------------------- |
| 14:00                   | FK Rubin Jalta          | 1:2                     | FK SKČF Sevastopolj        |
| 14:00                   | PFK Berkut Armjansk     | 1:2                     | FK Okean Kerč              |
| 20. ožujka 2016. godine |                         |                         |                            |
| 12:00                   | FK Kafa Feodosija       | 0:1                     | FK TSK-Tavrija Simferopolj |
| 12:00                   | FK Jevpatorija          | 1:0                     | FK Bahčisaraj              |

| 26. ožujka 2016. godine | 26. ožujka 2016. godine    | 26. ožujka 2016. godine | 26. ožujka 2016. godine |
| ----------------------- | -------------------------- | ----------------------- | ----------------------- |
| 12:00                   | FK Kafa Feodosija          | 2:0                     | FK Rubin Jalta          |
| 14:00                   | FK TSK-Tavrija Simferopolj | 4:0                     | FK Bahčisaraj           |
| 27. ožujka 2016. godine |                            |                         |                         |
| 13:00                   | FK Okean Kerč              | 1:0                     | FK Jevpatorija          |
| 16:00                   | FK SKČF Sevastopolj        | 1:2                     | PFK Berkut Armjansk     |

| 2. travnja 2016. godine | 2. travnja 2016. godine | 2. travnja 2016. godine | 2. travnja 2016. godine    |
| ----------------------- | ----------------------- | ----------------------- | -------------------------- |
| 13:00                   | FK Jevpatorija          | 0:1                     | FK SKČF Sevastopolj        |
| 14:00                   | FK Bahčisaraj           | 0:3 ↓2                  | FK Okean Kerč              |
| 3. travnja 2016. godine |                         |                         |                            |
| 15:00                   | PFK Berkut Armjansk     | 1:1                     | FK Kafa Feodosija          |
| 15:00                   | FK Rubin Jalta          | 0:1                     | FK TSK-Tavrija Simferopolj |

| 9. travnja 2016. godine  | 9. travnja 2016. godine | 9. travnja 2016. godine | 9. travnja 2016. godine    |
| ------------------------ | ----------------------- | ----------------------- | -------------------------- |
| 13:00                    | FK Kafa Feodosija       | 4:2                     | FK Jevpatorija             |
| 15:00                    | FK Rubin Jalta          | 1:1                     | PFK Berkut Armjansk        |
| 10. travnja 2016. godine |                         |                         |                            |
| 13:00                    | FK Okean Kerč           | 0:2                     | FK TSK-Tavrija Simferopolj |
| 15:00                    | FK SKČF Sevastopolj     | 4:1                     | FK Bahčisaraj              |

| 16. travnja 2016. godine | 16. travnja 2016. godine | 16. travnja 2016. godine | 16. travnja 2016. godine   |
| ------------------------ | ------------------------ | ------------------------ | -------------------------- |
| 14:00                    | FK Okean Kerč            | 1:1                      | FK SKČF Sevastopolj        |
| 15:00                    | PFK Berkut Armjansk      | 0:1                      | FK TSK-Tavrija Simferopolj |
| 15:00                    | FK Bahčisaraj            | 0:0                      | FK Kafa Feodosija          |
| 17. travnja 2016. godine |                          |                          |                            |
| 14:00                    | FK Jevpatorija           | 1:0                      | FK Rubin Jalta             |

| 23. travnja 2016. godine | 23. travnja 2016. godine   | 23. travnja 2016. godine | 23. travnja 2016. godine |
| ------------------------ | -------------------------- | ------------------------ | ------------------------ |
| 14:00                    | FK Jevpatorija             | 1:1                      | PFK Berkut Armjansk      |
| 15:00                    | FK TSK-Tavrija Simferopolj | 2:0                      | FK SKČF Sevastopolj      |
| 24. travnja 2016. godine |                            |                          |                          |
| 14:00                    | FK Okean Kerč              | 1:1                      | FK Kafa Feodosija        |
| 15:00                    | FK Bahčisaraj              | 2:1                      | FK Rubin Jalta           |

| 30. travnja 2016. godine | 30. travnja 2016. godine | 30. travnja 2016. godine | 30. travnja 2016. godine   |
| ------------------------ | ------------------------ | ------------------------ | -------------------------- |
| 15:00                    | PFK Berkut Armjansk      | 0:3 ↓3                   | FK Bahčisaraj              |
| 15:00                    | FK Kafa Feodosija        | 0:0                      | FK SKČF Sevastopolj        |
| 15:00                    | FK Rubin Jalta           | 0:1                      | FK Okean Kerč              |
| 16:00                    | FK Jevpatorija           | 1:0                      | FK TSK-Tavrija Simferopolj |

| 7. svibnja 2016. godine | 7. svibnja 2016. godine    | 7. svibnja 2016. godine | 7. svibnja 2016. godine |
| ----------------------- | -------------------------- | ----------------------- | ----------------------- |
| 14:00                   | FK Okean Kerč              | 3:0 ↓4                  | PFK Berkut Armjansk     |
| 15:00                   | FK TSK-Tavrija Simferopolj | 1:0                     | FK Kafa Feodosija       |
| 15:00                   | FK Bahčisaraj              | 2:0                     | FK Jevpatorija          |
| 8. svibnja 2016. godine |                            |                         |                         |
| 15:00                   | FK SKČF Sevastopolj        | 2:1                     | FK Rubin Jalta          |

| 14. svibnja 2016. godine | 14. svibnja 2016. godine | 14. svibnja 2016. godine | 14. svibnja 2016. godine   |
| ------------------------ | ------------------------ | ------------------------ | -------------------------- |
| 15:00                    | PFK Berkut Armjansk      | 0:3 ↓5                   | FK SKČF Sevastopolj        |
| 16:00                    | FK Jevpatorija           | 3:2                      | FK Okean Kerč              |
| 15. svibnja 2016. godine |                          |                          |                            |
| 15:00                    | FK Bahčisaraj            | 1:3                      | FK TSK-Tavrija Simferopolj |
| 16:00                    | FK Rubin Jalta           | 1:2                      | FK Kafa Feodosija          |

| 21. svibnja 2016. godine | 21. svibnja 2016. godine   | 21. svibnja 2016. godine | 21. svibnja 2016. godine |
| ------------------------ | -------------------------- | ------------------------ | ------------------------ |
| 15:00                    | FK TSK-Tavrija Simferopolj | 1:0                      | FK Rubin Jalta           |
| 16:00                    | FK Kafa Feodosija          | 3:0 ↓5                   | PFK Berkut Armjansk      |
| 22. svibnja 2016. godine |                            |                          |                          |
| 15:00                    | FK SKČF Sevastopolj        | 1:3                      | FK Jevpatorija           |
| 16:00                    | FK Okean Kerč              | 3:2                      | FK Bahčisaraj            |

| 28. svibnja 2016. godine | 28. svibnja 2016. godine | 28. svibnja 2016. godine | 28. svibnja 2016. godine   |
| ------------------------ | ------------------------ | ------------------------ | -------------------------- |
| 14:00                    | PFK Berkut Armjansk      | 0:3 ↓5                   | FK Rubin Jalta             |
| 14:30                    | FK Jevpatorija           | 3:1                      | FK Kafa Feodosija          |
| 15:00                    | FK Okean Kerč            | 0:4                      | FK TSK-Tavrija Simferopolj |
| 15:00                    | FK Bahčisaraj            | 1:2                      | FK SKČF Sevastopolj        |

| 4. lipnja 2016. godine | 4. lipnja 2016. godine     | 4. lipnja 2016. godine | 4. lipnja 2016. godine |
| ---------------------- | -------------------------- | ---------------------- | ---------------------- |
| 14:00                  | FK Kafa Feodosija          | 1:2                    | FK Bahčisaraj          |
| 14:00                  | FK SKČF Sevastopolj        | 0:0                    | FK Okean Kerč          |
| 14:00                  | FK Rubin Jalta             | 0:3                    | FK Jevpatorija         |
| 14:00                  | FK TSK-Tavrija Simferopolj | 3:0 ↓5                 | PFK Berkut Armjansk    |

## Kvalifikacije za ostanak u Premier ligi
18. lipnja 2016.: FK Rubin Jalta - FK Gvardec Hvardijske 2:1
25. lipnja 2016.: FK Gvardec Hvardijske - FK Rubin Jalta 0:1
FK Rubin Jalta je zadržao premijerligaški status.

## Nagrade
Završetkom prvenstva, Krimski nogometni savez proglasio je najbolje igrače i trenere:
- Najbolji branič: Rolan Pogoreljcev (FK TSK-Tavrija Simferopolj)
- Najbolji veznjak: Sergej Ferenčak (FK SKČF Sevastopolj)
- Najbolji napadač: Denis Ševčuk (FK SKČF Sevastopolj)
- Najbolji igrač: Anton Monahov (FK TSK-Tavrija Simferopolj)
- Najbolji vratar: Vječeslav Bazilevič (FK TSK-Tavrija Simferopolj)
- Najbolji strijelac: Nikita Koljev (FK TSK-Tavrija Simferopolj)
- Najbolji trener: Aleksej Gračev (FK Bahčisaraj)
- Najbolji sudac: Jurij Volkov
- Najbolji pomoćni sudac: Dmitrij Domnikov
- Specijalan doprinos razvoju nogometa: Sergej Gnizdilo